# Віолета Бермудес
Віолета Бермудес Вальдівія (12 серпня 1961 , Ліма ) (ісп. Violeta Bermúdez Valdivia) — перуанський адвокат, письменник і дипломат. 
Прем'єр-міністр Перу 18 листопада 2020  - 28 липня 2021. 

## Біографія
Віолета Бермудес Вальдівія народилася 12 серпня 1961 року у Лімі, Перу.
Вивчала право в Університеті Сан-Маркоса та у Папському католицькому університеті Перу
.

## Політична кар'єра
З квітня 1997 року до січня 2002 року вона була координатором з прав людини, що представляє Перу в Агентстві США з міжнародного розвитку.
Бермудес була призначена віце-міністром Міністерства у справах жінок та соціального розвитку Перу 24 січня 2002 року президентом Алехандро Толедо
.
У липні 2003 року вона була керівником Кабінету консультантів прем'єр-міністра Беатріс Меріно. 
Пішла з посади у грудні того ж року.
В 2012 — 2017 була директором проекту децентралізації при Агентстві США з міжнародного розвитку 
.

## Прем'єр-міністр (з 2020 року)
18 листопада 2020 новий президент Перу Франциско Сагасті призначив Бермудес прем'єр-міністром Перу
.
Вона змінила на цій посаді Антеро Флореса Араоса після зростаючих соціальних заворушень у країні
.
Вона п'ята жінка, що обійняла цю посаду у Перу за всю історію країни
.

## Особисте життя
Одружена з юристом Самуелем Абад Юпанкі.

## Публікації
- La regulación jurídica del aborto en América Latina y el Caribe: estudio comparativo (1998)[9]
- Gender and power. The Political Equality of Women (2019)[10]